# Maria Peregrina de Souza
Maria Peregrina de Souza Monteiro (Porto, 13 de fevereiro de 1809 - 16 de novembro de 1894), foi uma poetisa, romancista e folclorista portuguesa. Publicou a sua obra sob os pseudónimos Uma Obscura Portuense e Mariposa, bem como as iniciais D.M.P ou D.M.P.S.

## Biografia
Nasceu no Porto, na Rua dos Caldeireiros, filha de António Ventura de Azevedo (1784-1856), comerciante de sedas, e D. Maria Margarida de Souza Neves (?-1833). Teve uma irmã, Maria do Patrocínio de Souza (1823-1864), também escritora, e um irmão, António Mateus de Azevedo e Sousa . O nome Peregrina ter-lhe-á sido dado por um tio devido aos movimentos da família pelos arredores do Porto depois do Cerco do Porto e durante as Invasões Francesas.  Para além de comerciante, o pai de Maria Peregrina foi soldado nas Guerras liberais, do lado Miguelista, ainda que relutante. Ao desobedecer às ordens das tropas, foi punido com prisão. Enquanto cumpria a sua sentença em Penafiel, a mãe de Maria Peregrina morreu.
Depois de um desgosto amoroso, muda-se com a irmã para uma quinta em Moreira da Maia, arredores do Porto, e é aí que dá início à sua actividade literária. Publica o primeiro poema em 1842 no Archivo Pitoresco, e uma série sobre crenças e superstições populares minhotas na Revista Universal Lisbonense, onde usa o pseudónimo "Uma Obscura Portuense". Publica ainda na Revista Contemporânea de Portugal e Brasil, na  Revista Iris e no Almanaque de Lembranças Luso-Brasileiro, e folhetins nos periódicos A Esperança, Aurora, Pirata, Pobres do Porto, Lidador, O Recreio das Damas, Restauração, A Miscelânea Poética, O Bardo e A Grinalda.
Em 1859 publicou o seu primeiro livro, o romance Retalhos do Mundo, que ofereceu ao seu amigo e mestre António Feliciano de Castilho, foi instrumental ao seu sucesso, apoiando e promovendo o seu trabalho. Em 1963 é publicado Rhadamanto ou A Mana do Conde, e Roberta ou A Força da Simpatia, este último já publicado desde 1948 no periódico Pobres do Porto. Em 1866 publica Maria Isabel, previamente publicado na revista Esperança e em 1876 Henriqueta, que fora também publicado em folhetim em 1850, no jornal Pirata.
Depois da morte da irmã, Maria Peregrina passou a morar com duas amigas, Maria Augusta de Carvalho Miranda, e Rita de Cássia de Carvalho Miranda, no Porto.
É considerada uma pioneira da Etnografia em Portugal, graças ao seu trabalho de documentação de folclore minhoto e açoriano.

## Obra escrita
- 1859 - Retalhos do mundo
- 1863 - Rhadamanto ou A Mana do Conde
- 1864 - Roberta ou A Força da Simpatia
- 1866 - Maria Isabel
- 1876 - Henriqueta
- Chácara
- Tradições Populares do Minho